# Adolar
Adolar est un un groupe allemand de rock alternatif et emo, originaire de Stendal, actif entre 2008 et 2014.

## Histoire
Adolar est formé le 21 janvier 2008. Les quatre membres du groupe sont originaires de Stendal, en Saxe-Anhalt. Le nom du groupe est emprunté à une série hongroise de séries d'animation (Archibald, voyageur de l'espace, ou litt. Les Aventures fantastiques d'Adolar). En 2009, le groupe sort un EP vinyle de 3 titres, Planet Rapidia, sur Unterm durchschnitt, tiré à 500 exemplaires et épuisé au bout de trois mois. Un clip du morceau Mariokart vs. Kettcar est tourné à Garzweiler III et Köln-Chorweiler. En 2010, le groupe fait une tournée en Angleterre, en France, en Tchéquie, en Autriche, en Suisse et en Allemagne. En mars 2010 sort le premier album Schwörende Seen, ihr Schicksalsjahre! qui est enregistré dans une église. En 2011, Unterm Durchschnitt annonce le deuxième album du groupe. Adolar se rend au Maarwegstudio à Cologne pour l'enregistrement. En 2013, Adolar représente le Land de Saxe-Anhalt au Bundesvision Song Contest. Avec le titre Halleluja, ils terminent à la 14e place.
Le 30 novembre 2014, le groupe annonce sa séparation sur Facebook.

## Style musical et accueil
Le style musical d'Adolar est qualifié de post-core, post-punk et rock indépendant. La presse réserve un accueil mitigé à leur premier album Schwörende Seen, ihr Schicksalsjahre! : alors que Visions leur attribue 8 points sur 12 et écrit « [...] c'est amusant », Intro déclare : « Les productions affinées et rock à valeur ajoutée ne font tout simplement pas mouche ! » Christian Steinbrink (Intro, Nillson Fanzine) qualifie Adolar de « l'un des groupes locaux de rock les plus prometteurs de ces dernières années et des années à venir ». Le SLAM écrit : « Avec son premier album, Adolar prouve que l'on peut, même avec des textes allemands, faire sortir un disque sérieux et doté d'une ambiance dense et passe ainsi devant plusieurs groupes germanophones qui ont justement échoué dans cette ambition. »

## Discographie
- 2009 : Planet Rapidia (EP)
- 2010 : Schwörende Seen, ihr Schicksalsjahre!
- 2011 : Zu den Takten des Programms
- 2013 : Die Kälte der neuen Biederkeit
- 2013 : Zu den Takten des Programms (Instrumental)